# Campeonato da Europa de Corta-Mato de 2017
O Campeonato da Europa de Corta-Mato de 2017 foi a  24º edição da competição organizada pela Associação Europeia de Atletismo no dia 10 de dezembro de 2017. Teve como sede a cidade de Šamorín  na Eslováquia. Foram disputadas 7 categorias, sendo a categoria Sênior misto disputada pela primeira vez.

## Resultados
Esses foram os resultados do campeonato. 

### Sênior masculino 10.180 m
Individual
| Posição           | Atleta              | Nacionalidade | Tempo |
| ----------------- | ------------------- | ------------- | ----- |
| Medalha de ouro   | Kaan Kigen Özbilen  | Turquia       | 29:45 |
| Medalha de prata  | Adel Mechaal        | Espanha       | 29:54 |
| Medalha de bronze | Andrew Butchart     | Grã-Bretanha  | 30:00 |
| 4                 | Hassan Chahdi       | França        | 30:01 |
| 5                 | Soufiane Bouchikhi  | Bélgica       | 30:04 |
| 6                 | Ben Connor          | Grã-Bretanha  | 30:08 |
| 7                 | Aras Kaya           | Turquia       | 30:14 |
| 8                 | Daniel Mateo        | Espanha       | 30:16 |
| 9                 | Polat Kemboi Arıkan | Turquia       | 30:17 |
| 10                | Ayad Lamdassem      | Espanha       | 30:18 |
| 11                | Henrik Ingebrigtsen | Noruega       | 30:19 |
| 12                | Richard Ringer      | Alemanha      | 30:24 |
| 13                | Lander Tijtgat      | Bélgica       | 30:25 |
| 14                | Javier Guerra       | Espanha       | 30:29 |
| 15                | Sean Tobin          | Irlanda       | 30:43 |
| 16                | Rui Pinto           | Portugal      | 30:44 |
| 17                | Lorenzo Dini        | Itália        | 30:44 |
| 18                | Djilali Bedrani     | França        | 30:44 |
| 19                | Hugh Armstrong      | Irlanda       | 30:46 |
| 20                | Samuel Barata       | Portugal      | 30:46 |

Equipe
| Posição           | Equipe                                                       | Pontos     |
| ----------------- | ------------------------------------------------------------ | ---------- |
| Medalha de ouro   | Turquia · Kaan Kigen Özbilen, Aras Kaya, Polat Kemboi Arıkan | 1+7+9=17   |
| Medalha de prata  | Espanha · Adel Mechaal, Daniel Mateo, Ayad Lamdassem         | 2+8+10=20  |
| Medalha de bronze | Grã-Bretanha · Andrew Butchart, Ben Connor, Tom Lancashire   | 3+6+26=35  |
| 4                 | França · Hassan Chahdi, Djilali Bedrani, Benjamin Choquert   | 4+18+34=56 |

### Sênior feminino 8.230 m
Individual
| Posição           | Atleta                    | Nacionalidade | Tempo |
| ----------------- | ------------------------- | ------------- | ----- |
| Medalha de ouro   | Yasemin Can               | Turquia       | 26:48 |
| Medalha de prata  | Meraf Bahta               | Suécia        | 27:03 |
| Medalha de bronze | Karoline Bjerkeli Grøvdal | Noruega       | 27:04 |
| 4                 | Roxana Bârcă              | Roménia       | 27:21 |
| 5                 | Elena Burkard             | Alemanha      | 27:21 |
| 6                 | Charlotte Taylor          | Grã-Bretanha  | 27:23 |
| 7                 | Fabienne Schlumpf         | Suíça         | 27:24 |
| 8                 | Emelia Gorecka            | Grã-Bretanha  | 27:34 |
| 9                 | Gemma Steel               | Grã-Bretanha  | 27:41 |
| 10                | Steph Twell               | Grã-Bretanha  | 27:43 |
| 11                | Ancuța Bobocel            | Roménia       | 27:46 |
| 12                | Fionnuala McCormack       | Irlanda       | 27:48 |
| 13                | Trihas Gebre              | Espanha       | 27:53 |
| 14                | Viktoriya Kalyuzhna       | Ucrânia       | 27:54 |
| 15                | Lily Partridge            | Grã-Bretanha  | 27:55 |
| 16                | Cristina Simion           | Roménia       | 27:58 |
| 17                | Nuria Lugueros            | Espanha       | 27:59 |
| 18                | Sara Catarina Ribeiro     | Portugal      | 28:00 |
| 19                | Maria Larsson             | Suécia        | 28:05 |
| 20                | Marta Pen                 | Portugal      | 28:12 |

Equipe
| Posição           | Equipe                                                       | Pontos      |
| ----------------- | ------------------------------------------------------------ | ----------- |
| Medalha de ouro   | Grã-Bretanha · Charlotte Taylor, Emelia Gorecka, Gemma Steel | 6+8+9=23    |
| Medalha de prata  | Roménia · Roxana Bârcă, Ancuța Bobocel, Cristina Simion      | 4+11+16=31  |
| Medalha de bronze | Turquia · Yasemin Can, Özlem Kaya, Esma Aydemir              | 1+26+27=54  |
| 4                 | Portugal · Sara Catarina Ribeiro, Marta Pen, Inês Monteiro   | 18+20+22=60 |

### Sênior misto 6.280 m
| Posição           | Nacionalidade                                                                        | Tempo |
| ----------------- | ------------------------------------------------------------------------------------ | ----- |
| Medalha de ouro   | Grã-Bretanha · Melissa Courtney, Cameron Boyek, Sarah McDonald, Tom Marshall         | 18:24 |
| Medalha de prata  | Chéquia · Simona Vrzalová, Filip Sasínek, Kristiina Mäki, Jakub Holuša               | 18:25 |
| Medalha de bronze | Espanha · Solange Pereira, Víctor Ruiz, Esther Guerrero, Jesús Gómez                 | 18:26 |
| 4                 | Suécia · Linn Nilsson, Emil Blomberg, Hanna Hermansson, Daniel Lundgren              | 19:02 |
| 5                 | França · Élodie Normand, Martin Casse, Maëva Danois, Samir Dahmani                   | 19:04 |
| 6                 | Itália · Elena Bello, Mohad Abdikadar Sheik Ali, Chiara Casolari, Lorenzo Pilati     | 19:10 |
| 7                 | Alemanha · Diana Sujew, Maximilian Thorwirth, Denise Krebs, Marius Probst            | 19:10 |
| 8                 | Turquia · Sebahat Akpinar, Ramazan Özdemir, Emina Tuna, Levent Ateş                  | 19:14 |
| 9                 | Ucrânia · Nataliya Batrak, Yuriy Kyshchenko, Lyubov Sukhovirska, Volodymyr Kyts      | 19:26 |
| 10                | Dinamarca · Line Kalstrup Schulz, Nick Jensen, Laura Møller, Jacob Ilbjerg Stengaard | 19:36 |
| 11                | Eslováquia · Kristína Hegedüsová, Jozef Pelikán, Katarina Belová, Jozef Repčík       | 20:31 |

### Sub-23 masculino  8.230 m
Individual
| Posição           | Atleta                    | Nacionalidade | Tempo |
| ----------------- | ------------------------- | ------------- | ----- |
| Medalha de ouro   | Jimmy Gressier            | França        | 24:35 |
| Medalha de prata  | Hugo Hay                  | França        | 24:37 |
| Medalha de bronze | Yemaneberhan Crippa       | Itália        | 24:42 |
| 4                 | Emmanuel Roudolff Lévisse | França        | 24:43 |
| 5                 | Carlos Mayo               | Espanha       | 24:46 |
| 6                 | Simon Debognies           | Bélgica       | 24:47 |
| 7                 | Alexis Miellet            | França        | 24:47 |
| 8                 | Topi Raitanen             | Finlândia     | 24:47 |
| 9                 | Robin Hendrix             | Bélgica       | 24:48 |
| 10                | Süleyman Bekmezci         | Turquia       | 24:49 |
| 11                | Michael Somers            | Bélgica       | 24:49 |
| 12                | Mahamed Mahamed           | Grã-Bretanha  | 24:50 |
| 13                | Chris Olley               | Grã-Bretanha  | 24:52 |
| 14                | Dorian Boulvin            | Bélgica       | 24:58 |
| 15                | Mohamed-Amine El Bouajaji | França        | 25:02 |

Equipe
| Posição           | Equipe                                                       | Pontos      |
| ----------------- | ------------------------------------------------------------ | ----------- |
| Medalha de ouro   | França · Jimmy Gressier, Hugo Hay, Emmanuel Roudolff Lévisse | 1+2+4=7     |
| Medalha de prata  | Bélgica · Simon Debognies, Robin Hendrix, Michael Somers     | 6+9+11=26   |
| Medalha de bronze | Grã-Bretanha · Mahamed Mahamed, Chris Olley, Patrick Dever   | 12+13+16=41 |
| 4                 | Espanha · Carlos Mayo, Sergio Paniagua, Yago Rojo            | 5+17+23=45  |

### Sub-23 feminino 6.280 m
Individual
| Posição           | Atleta                  | Nacionalidade | Tempo |
| ----------------- | ----------------------- | ------------- | ----- |
| Medalha de ouro   | Alina Reh               | Alemanha      | 20:22 |
| Medalha de prata  | Konstanze Klosterhalfen | Alemanha      | 20:25 |
| Medalha de bronze | Jessica Judd            | Grã-Bretanha  | 20:45 |
| 4                 | Amy-Eloise Neale        | Grã-Bretanha  | 20:59 |
| 5                 | Amy Griffiths           | Grã-Bretanha  | 21:02 |
| 6                 | Isabelle Brauer         | Suécia        | 21:09 |
| 7                 | Anna-Emilie Møller      | Dinamarca     | 21:14 |
| 8                 | Weronika Pyzik          | Polónia       | 21:18 |
| 9                 | Mhairi MacLennan        | Grã-Bretanha  | 21:26 |
| 10                | Phoebe Law              | Grã-Bretanha  | 21:26 |
| 11                | Emine Tuna              | Turquia       | 21:27 |
| 12                | Anna Gehring            | Alemanha      | 21:28 |
| 13                | Philippa Bowden         | Grã-Bretanha  | 21:29 |
| 14                | Valeriya Zinenko        | Ucrânia       | 21:32 |
| 15                | Emma Oudiou             | França        | 21:34 |

Equipe
| Posição           | Equipe                                                           | Pontos      |
| ----------------- | ---------------------------------------------------------------- | ----------- |
| Medalha de ouro   | Grã-Bretanha · Jessica Judd, Amy-Eloise Neale, Amy Griffiths     | 3+4+5=12    |
| Medalha de prata  | Alemanha · Alina Reh, Konstanze Klosterhalfen, Anna Gehring      | 1+2+12=15   |
| Medalha de bronze | Turquia · Emine Tuna, Büsra Koku, Yayla Kiliç                    | 11+16+19=46 |
| 4                 | Suécia · Isabelle Brauer, Sara Christiansson, Isabella Andersson | 6+21+25=52  |

### Júnior masculino 6.280 m
Individual
| Posição           | Atleta                  | Nacionalidade | Tempo |
| ----------------- | ----------------------- | ------------- | ----- |
| Medalha de ouro   | Jakob Ingebrigtsen      | Noruega       | 18:39 |
| Medalha de prata  | Ramazan Barbaros        | Turquia       | 18:41 |
| Medalha de bronze | Louis Gilavert          | França        | 18:45 |
| 4                 | Yani Khelaf             | França        | 18:47 |
| 5                 | Miguel González         | Espanha       | 18:48 |
| 6                 | Adrian Garcea           | Roménia       | 18:48 |
| 7                 | Annasse Mahboub         | Espanha       | 18:49 |
| 8                 | Ignacio Fontes          | Espanha       | 18:50 |
| 9                 | Mario García            | Espanha       | 18:50 |
| 10                | Markus Görger           | Alemanha      | 18:50 |
| 11                | Tim van de Velde        | Bélgica       | 18:51 |
| 12                | Dorin Andrei Rusu       | Roménia       | 18:52 |
| 13                | Tariku Novales          | Espanha       | 18:54 |
| 14                | Matthew Willis          | Grã-Bretanha  | 18:57 |
| 15                | Andreas Holst Lindgreen | Dinamarca     | 19:01 |

Equipe
| Posição           | Equipe                                                            | Pontos      |
| ----------------- | ----------------------------------------------------------------- | ----------- |
| Medalha de ouro   | Espanha · Miguel González, Annasse Mahboub, Ignacio Fontes        | 5+7+8=20    |
| Medalha de prata  | França · Louis Gilavert, Yani Khelaf, Ilyes Boum                  | 3+4+20=27   |
| Medalha de bronze | Turquia · Ramazan Barbaros, Abdurrahman Gediklioglu, Ömer Amaçtan | 2+21+26=49  |
| 4                 | Bélgica · Tim van de Velde, Dries De Smet, John Heymans           | 11+16+24=51 |

### Júnior feminino 4.180 m
Individual
| Posição           | Atleta                | Nacionalidade | Tempo |
| ----------------- | --------------------- | ------------- | ----- |
| Medalha de ouro   | Harriet Knowles-Jones | Grã-Bretanha  | 13:48 |
| Medalha de prata  | Lili Tóth             | Hungria       | 13:59 |
| Medalha de bronze | Miriam Dattke         | Alemanha      | 14:03 |
| 4                 | Jasmijn Lau           | Países Baixos | 14:05 |
| 5                 | Nadia Battocletti     | Itália        | 14:07 |
| 6                 | Francesca Tommasi     | Itália        | 14:07 |
| 7                 | Mathilde Sénéchal     | França        | 14:08 |
| 8                 | Alberte Kjær Pedersen | Dinamarca     | 14:09 |
| 9                 | Cari Hughes           | Grã-Bretanha  | 14:15 |
| 10                | Sophie Murphy         | Irlanda       | 14:15 |
| 11                | Khahisa Mhlanga       | Grã-Bretanha  | 14:16 |
| 12                | Niamh Brown           | Grã-Bretanha  | 14:17 |
| 13                | Marta García          | Espanha       | 14:17 |
| 14                | Tatsiana Shabanava    | Bielorrússia  | 14:17 |
| 15                | Lucía Rodríguez       | Espanha       | 14:18 |

Equipe
| Posição           | Equipe                                                             | Pontos      |
| ----------------- | ------------------------------------------------------------------ | ----------- |
| Medalha de ouro   | Grã-Bretanha · Harriet Knowles-Jones, Cari Hughes, Khahisa Mhlanga | 1+9+11=21   |
| Medalha de prata  | Itália · Nadia Battocletti, Francesca Tommasi, Elisa Cherubini     | 5+6+22=33   |
| Medalha de bronze | Espanha · Marta García, Lucía Rodríguez, Carla Gallardo            | 13+15+19=47 |
| 4                 | França · Mathilde Sénéchal, Alexa Lemitre, Julie Lejarraga         | 7+23+30=60  |

## Quadro de medalhas
| Ordem | País         | Medalha de ouro | Medalha de prata | Medalha de bronze | Total |
| ----- | ------------ | --------------- | ---------------- | ----------------- | ----- |
| 1     | Grã-Bretanha | 5               | 0                | 4                 | 9     |
| 2     | Turquia      | 3               | 1                | 3                 | 7     |
| 3     | França       | 2               | 2                | 1                 | 5     |
| 4     | Espanha      | 1               | 2                | 2                 | 5     |
| 5     | Alemanha     | 1               | 2                | 1                 | 4     |
| 6     | Noruega      | 1               | 0                | 1                 | 2     |
| 7     | Itália       | 0               | 1                | 1                 | 2     |
| 8     | Bélgica      | 0               | 1                | 0                 | 1     |
| 8     | Chéquia      | 0               | 1                | 0                 | 1     |
| 8     | Hungria      | 0               | 1                | 0                 | 1     |
| 8     | Roménia      | 0               | 1                | 0                 | 1     |
| 8     | Suécia       | 0               | 1                | 0                 | 1     |
| Total | Total        | 13              | 13               | 13                | 39    |